# 감포항
감포항(甘浦港)은 경상북도 경주시 감포읍 감포리에 있는 어항이다. 1995년 12월 29일 국가어항으로 지정되었다. 관리청은 해양수산부 동해어업관리단, 시설관리자는 경주시장이다.

## 역사
삼면이 바다로 둘러싸인 한반도는 예로부터 바다로부터의 외적 침입을 항상 경계하여야 하였다. 1530년 신증동국여지승람에 의하면, 경상도 경주부 감포에 감포영을 설치하고, 수군만호 1인을 배치하여 방어 체제를 갖추었음이 기록되어 있다. 1751년 영남지방의 7영이 혁파됨에 따라 감포에 설치되었던 수군만호 또한 폐지되었다.
일제강점기에는 감포항 인근 해역에서 삼치, 고등어, 정어리 등의 어업이 성행하였으며, 조선총독부는 감포항과 구룡포의 장래를 유망하게 평가하였다. 1922년에는 감포항에 어항을 수축하고 어업조합을 결성하였으며, 어선의 동력화가 추진되었다. 이어서 1925년 조선총독부령 제42호에 따라 감포는 지정항으로 지정되었으며, 감포 주민 약 1천 명을 포함하여 일본과 왕래하는 인원은 1만 명에 달하였다.
- 달감(甘)자와 같은 지형 모양과 감은사가 있는 포구라고 하여 감은포라고 불리다가 감포로 음이 축약되어 감포항이 되었다.
- 감포항은 서, 남, 북 삼면이 최고 200m 이내의 낮은 구릉지대 및 평야로 싸여 있어 지리적으로 좋은 여건을 갖추고 있으며 1995년 연안항에서 국가어항으로 항종이 변경된 후 1997년 수리모형실험을 실시했다.

## 어항 구역
감포항의 어항구역은 다음과 같다.
- 수역: 송대끝과 남서대안 돌단을 연결한 선을 따라 형성된 공유수면[1]
- 육역: 경상북도 경주시 감포읍 감포리 369-11 외 13필지 (세부내역 생략)[2]

## 개발 계획
2006년 3월 20일 변경고시된 개발계획은 다음과 같다.
- 북방파제 270m, 남방파제 370m, 물양장 1,475m, 돌제 35m, 호안 141m 부대시설 1식, 친수시설 1식

## 주요 어종
감포항의 주요 어종은 오징어, 가오리, 가자미, 복어, 아귀, 꽁치 등이다.

## 여행 정보
- 경주 동해권의 역사와 문화를 한눈에 파악할 수 있을 만큼 다양한 유산이 밀집되어 있는 항으로 드나드는 어선이 많은 동해남부의 중심어항이다. 또한 방파제는 동해 일출을 감상하기에 좋은 포인트로 예전부터 알려져 왔으며 낚시를 즐기려는 사람들도 많이 찾아온다. 감포항에는 바다를 전경으로 한 고유의 재래시장이 들어서 있으며, 문무대왕릉에서 감포항으로 이어지는 해안도로에는 횟집과 민박집이 즐비하게 늘어서 있어 식도락가의 발길을 붙잡는다.[4]

## 주변관광명소
- 경주 감은사지 동·서 삼층석탑

1. ↑  2008년 11월 6일, 농림수산식품부 고시 제2008-103호, 국가어항구역지형도면
2. ↑  2008년 11월 6일, 농림수산식품부 고시 제2008-99호, 국가어항구역(육역)
3. ↑  2006년 3월 20일, 해양수산부 고시 제2006-13호, 감포항 개발계획 변경
4. ↑  농림수산식품부,한국어촌어항협회 (2010년 1월). 《두바퀴로 네바퀴로》. 농림수산식품부. 356쪽.